# Polyodontes maxillosus
Polyodontes maxillosus är en ringmaskart som först beskrevs av Camillo Ranzani 1817.  Polyodontes maxillosus ingår i släktet Polyodontes och familjen Acoetidae. Arten har ej påträffats i Sverige. Inga underarter finns listade i Catalogue of Life.